# Vegetable Materia Medica of the United States
Vegetable Materia Medica of the United States (abreviado Veg. Mater. Med. U.S.) es un libro con ilustraciones y descripciones botánicas que fue escrito por el médico botánico, profesor, cirujano naval e ilustrador botánico estadounidense William Paul Crillon Barton y publicado en dos volúmenes en los años 1817-18 con el nombre de Vegetable materia medica of the United States, or, Medical botany ?containing a botanical, general, and medical history of medicinal plants indigenous to the United States. Illustrated by coloured engravings, made after drawings from nature, done by the author /by William P.C. Barton. Una segunda edición se realizó en el año 1825.

## Publicación
- Vol. 1, no. 1, p [i]-xv, [17]-76, pl. 1-6, 1 Sep 1817; no. 2, [i-ii, adv], [77]-148, pl. 7-12, 1 Dec 1817; no. 3, [149]-219, pl. 14-18, 1 Apr 1818; no. 4, [221]-273, pl. 19-24, summer 1818.
- Vol. 2, no. 5/6, [i]-xvi, [18]-124, pl. 25-36, 7 Dec 1818; no. 7, [125]-176, pl. 37-42, 24 Feb 1819; no. 8, [177]-243, pl. 43-50, 23 Jul 1819.